# Saint-Bonnet-Briance
Saint-Bonnet-Briance (tiếng Occitan: Sent Bonèt Briança) là một xã của tỉnh Haute-Vienne, thuộc vùng Nouvelle-Aquitaine, miền trung nước Pháp.